# Венву
Сюй Венву (англ. Xu Wenwu; кит. упр. 徐文武, пиньинь Xú Wénwǔ) — персонаж из медиафраншизы «Кинематографическая вселенная Marvel» (КВМ), который является композиционным персонажем, основанным на персонаже Marvel Comics Мандарине и персонаже 
Сакса Ромера Фу Манчу, но в нём нет исторически негативных стереотипов о «жёлтой опасности», связанных с этими персонажами. Его роль исполняет Тони Люн. Во франшизе Венву — загадочный и внушающий страх лидер преступной организации «Десять колец» и отец Шан-Чи и Сялинь. Венву использует легендарные Десять колец — набор из десяти мистических железных колец, которые дают ему бессмертие и невообразимую силу.
Организация «Десять колец» впервые появилась в фильме КВМ «Железный человек» (2008) и с тех пор является центральной частью КВМ. После того, как им притворились Олдрич Киллиан и Тревор Слэттери в «Железном человеке 3» (2013) и он был упомянут в короткометражке «Да здравствует король» (2014), Венву впервые появился в фильме «Шан-Чи и легенда десяти колец» (2021). Персонаж и игра Люна получили признание критиков, а некоторые назвали Венву одним из лучших злодеев в КВМ.

## Концепция и создание
Железный человек первоначально появился в американских комиксах, изданных Marvel Comics. Персонаж был создан Стэном Ли и разработан Доном Хеком, впервые появившись в Tales of Suspense #39 (обложка датирована мартом 1963 года). В комиксах Мандарин изображён как китайский мегаломаньяк, стремящийся завоевать мир, но обладающий сильным чувством чести. Несмотря на то, что Мандарин является высококвалифицированным мастером боевых искусств и гениальным учёным, основным источником силы Мандарина являются десять колец, которые он приобрёл с разбившегося космического корабля Маклуанцев, причём каждое кольцо обладает уникальной силой и надевается на определённый палец. Бесконечная война Мандарина с цивилизацией привела его к конфликту с Железным человеком.
Сценарист Альфред Гоф сказал в 2007 году, что он разработал фильм про Железного человека для New Line Cinema, который включал Мандарина в качестве злодея, который был представлен как молодой индонезийский террорист, который маскировался под богатого плейбоя, с которым был знаком Тони Старк.
Во время работы над «Железным человеком» (2008) режиссёр Джон Фавро отказался от Мандарина в пользу Обадайи Стейна в качестве главного антагониста фильма, полагая, что персонаж и фантастические элементы его колец будут казаться нереалистичными и будут больше подходить для продолжения с изменённым тоном. Вместо этого в фильме на Мандарина ссылаются через террористическую группу «Десять колец».
В ранних версиях истории для «Железного человека 3» (2013) Мандарин фигурировал в качестве антагониста, но сценарист Дрю Пирс предложил идею о том, что Мандарин был самозванцем во время одной из сессий написания сценария, и режиссёр Шейн Блэк согласился, сделав его актёром. Это привело к появлению Тревора Слэттери, обанкротившегося английского актёра, нанятого Олдричем Киллианом и Агентством инновационной механики (А.И.М.), чтобы изобразить Мандарина, причём Киллиан также принял мантию Мандарина как свою собственную. Поворот, раскрывающий, что Мандарин был самозванцем, получил как похвалу критиков, так и негативную реакцию фанатов; в ответ на негативный приём короткометражный фильм «Да здравствует король» (2014) подтвердил существование «настоящего» Мандарина.
На панели Marvel Studios на San Diego Comic-Con в июле 2019 года Кевин Файги сообщил, что Мандарин официально дебютирует в фильме «Шан-Чи и легенда десяти колец» (2021), и что его роль исполнит известный гонконгский актёр Тони Люн; Файги раскрыл настоящее имя персонажа «Венву» во время Дня инвестора Disney в декабре 2019 года. После десятилетий попыток пробиться в Голливуд из-за отказа от унизительных и стереотипных ролей, Венву — первая голливудская роль Люна.
Венву — оригинальный персонаж Кинематографической вселенной Marvel, который заменяет оригинального отца Шан-Чи из комиксов, на которого Marvel Studios не имеет прав на экранизацию, выступая в качестве композиционного персонажа Фу Манчу и Мандарина. В результате того, что Marvel Comics позже потеряла права на имя Фу Манчу, его более поздние появления дают ему настоящее имя Чжэн Цзу, который ранее был изображён как Мандарин и долго правящий император вдохновлённого усей регионом Кунь-Луня из Мира битв в продолжении Secret Wars (2015), в которой он потерпел поражение от своего сына Шан-Чи после того, как тот победил его на турнире, чтобы определить следующего правителя Кунь-Луня.
Дизайн Десяти колец Венву был изменён с колец, которые носятся на пальцах в комиксах, на железные кольца хунгар, чтобы избежать сравнений с Камнями Бесконечности, в то же время черпая вдохновение из фильма «Тридцать шесть ступеней Шаолиня» (1978).

## Характеризация
По словам продюсера Джонатана Шварца, Венву носил много разных названий, в том числе «Мандарин», которое, по его словам, соответствовало ожиданиям аудитории. Шварц описал Венву как более сложного и многослойного персонажа, чем версия комиксов, а режиссёр Дестин Дэниел Креттон добавил, что в изображении Мандарина в комиксах были проблемные аспекты, которые он хотел изменить. Креттон чувствовал, что Люн избегал азиатских стереотипов и одномерного изображения, привнося в роль человечность и любовь. Люн описал Венву как «социопата, нарцисса, фанатика», но отказался называть его злодеем, объяснив, что он «человек с историей, который жаждет, чтобы его любили».
По словам сценариста Дэвида Каллахэма, «„Мандарин“ — это титул, который применялся к нему в прошлом людьми, которые не понимают его культуру». Термин «мандарин» от португальского «mandarim» обозначает тип бюрократа в Китае, а вэнь и ву — это концепция китайской философии и китайского управления, которая объединяет гражданские (вэнь) и военные (ву) элементы, причем сам Венву ассоциирует «мандарин» с «блюдом из курицы» и мандариновыми апельсинами.
Венву также говорит, что его также называли «Мастером Ханом», псевдоним, используемый в основной серии. Это возможный намёк на идею о том, что Венву — это сам Чингисхан. До «Шан-Чи и легенды десяти колец» логотип «Десяти колец» был написан монгольскими буквами. В «Железном человеке» Раза сказал:

Лук и стрелы были вершиной военной технологии. Благодаря им Чингисхан правил от Монголии до Украины. Но сегодня, тот, у кого новейшие оружия Старка, правит этими землями.
В «Да здравствует король» Джексон Норрисс говорит:

Итак, вы хотите сказать мне, что не знаете историю самого Мандарина. Он был королём-воином. Вдохновлял поколения людей на протяжении всего Средневековья, возможно, даже в более далёком прошлом.
Организация «Десять колец» была оригинальным творением Кинематографической вселенной Marvel; организация напоминает Си-Фан из книг Сакса Ромера и серии «Мастер кунг-фу». В мультсериале «Железный человек: Приключения в броне» Джин Хан, Мандарин, возглавляет Тонг. Тонг — это название типа преступной организации китайских иммигрантов в США.

## Вымышленная биография персонажа

### Происхождение

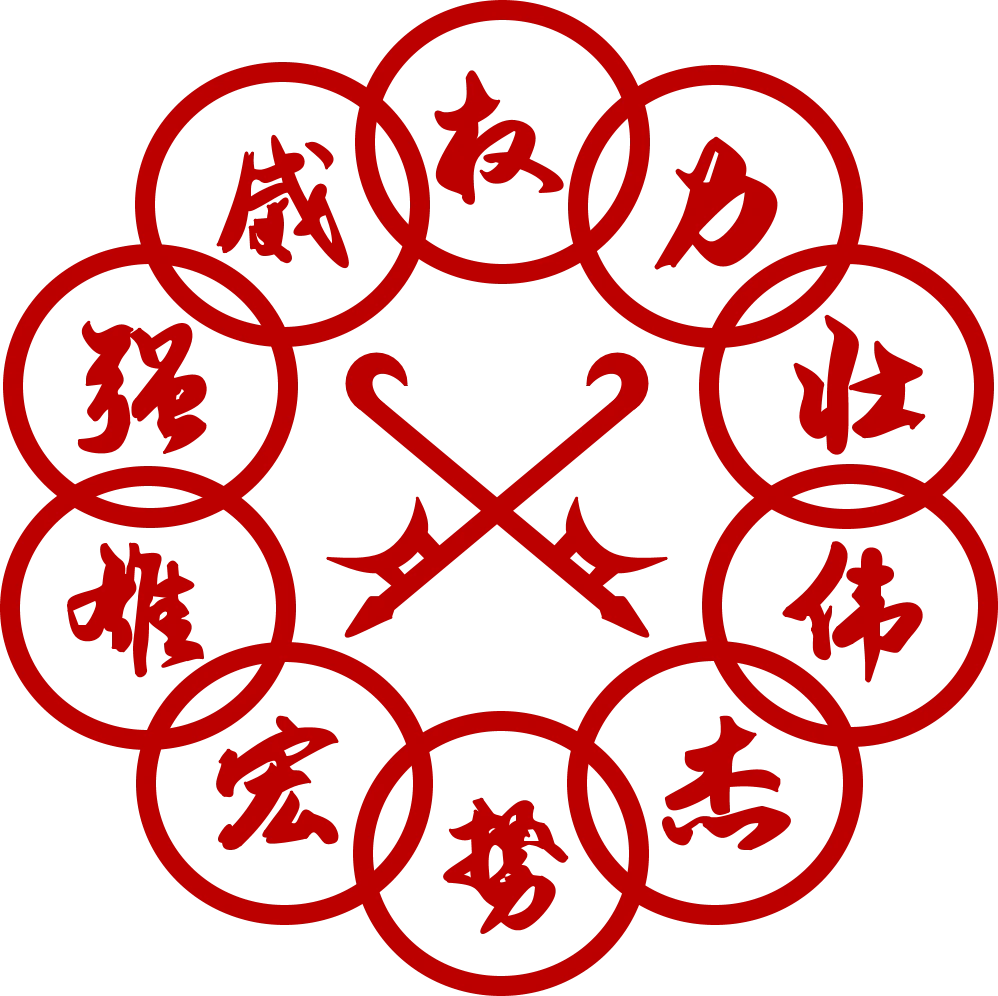
Логотип «Десяти колец»

Тысячи лет назад Сюй Венву находит Десять колец, мистическое оружие, дарующее своему владельцу бессмертие и великую силу. Венву собирает армию воинов под названием «Десять колец» и завоёвывает множество королевств и свергает правительства на протяжении всей истории. В 1996 году Венву начинает поиски Та Ло, деревни, в которой, как говорят, обитают различные мифические звери, чтобы расширить свою власть. Он находит вход в деревню, но его останавливает и побеждает страж деревни Инь Ли. Венву и Ли влюбляются друг в друга; поскольку ему запретили поселиться в Та Ло из-за его прошлого в качестве военачальника, Венву берёт Ли с собой в свой дом в Китае, где они женятся и рожают двоих детей, Шан-Чи и Сялинь. Довольный своей новой жизнью, Венву отказывается от десяти колец и отказывается от своего преступного образа жизни, чтобы быть со своей семьёй. Когда Ли убита Железной Бандой, старыми соперниками «Десяти колец», Венву надевает свои кольца и берёт Шан-Чи с собой в убежище Железной Банды, где он жестоко расправляется с бандитами. Впоследствии Венву возобновляет организацию «Десять колец» и обучает Шан-Чи боевым искусствам в качестве наёмного убийцы у миньона Венву, Торговца смертью; Сялинь запрещено тренироваться из-за того, что она слишком сильно напоминает Венву о Ли. Когда Шан-Чи исполняется 14 лет, Венву отправляет его на задание убить лидера Железной Банды и отомстить за Ли. Несмотря на свой успех, Шан-Чи травмирован испытанием и покидает «Десяти колец», и Сялинь вслед за ним уходит шесть лет спустя.

### Атаки подражателей
В попытке скрыть взрывы, спровоцированные солдатами, подвергшимися программе «Экстремис», Олдрич Киллиан и аналитический центр Агентства инновационной механики (А.И.М.) нанимают английского актёра Тревора Слэттери, чтобы он изобразил Венву в пропагандистских видеороликах, которые транслируются по всему миру, где он и «Десять колец» приписывают себе ответственность за взрывы. Обладая ограниченными знаниями об истории Венву и основываясь только на легендах о человеке, Киллиан создаёт образ «Мандарина» для Слэттери и даже использует это название для себя; Слэттери совершенно не осознаёт истинного смысла своих действий, полагая, что он всего лишь играет главную роль в фильме. Венву возмущён присвоением его имиджа и организации; поскольку Киллиан мёртв из-за действий Тони Старка, Венву приказал, чтобы Слэттери высвободили из тюрьмы, чтобы его казнили. Однако Венву забавляют выступления Слэттери, и он заключает его в тюрьму в своём поместье в качестве «придворного шута».

### Воссоединение со своей семьёй
Венву начинает слышать голос Ли, говорящий ему, что она в ловушке в Та Ло. Венву посылает своих людей забрать амулеты, которые Ли подарил своим детям Шан-Чи и Сялинь. Бритвенный кулак возглавляет миссию по получению амулета Шан-Чи во время поездки на автобусе в Сан-Франциско. Когда эта миссия увенчалась успехом, Венву посылает своих людей забрать амулет Сялинь в её бойцовском клубе в Макао, что приводит к драке между Шан-Чи и Сялинь против оперативников «Десяти колец» во главе с Бритвенным кулаком и Торговцем смерти. Венву прекращает драку и ведёт своих детей и подругу Шан-Чи Кэти в комплекс «Десяти колец», где объясняет затруднительное положение Ли и использует её два амулета, чтобы создать карту, которая показывает местоположение и время входа в Та Ло. Венву также раскрывает свои планы по уничтожению деревни после освобождения Ли и сажает в тюрьму своих детей и Кэти, когда они отказываются выполнить его план. Позже все трое сбегают из лагеря вместе со Слэттери и его напарником-хуньдунем Моррисом, чтобы предупредить Та Ло о «Десяти кольцах». Вместо того, чтобы бросаться в погоню, Венву решает дождаться запланированной даты, чтобы вторгнуться в Та Ло.
Венву и его силы прибывают в Та Ло, чтобы уничтожить печать, удерживающую его жену, что вызывает битву между «Десятью кольцами» и жителями деревни. Шан-Чи пытается сразиться с Венву, но терпит поражение, и Венву выбрасывает его в озеро. Руководствуясь голосом Ли, Венву начинает ломать печать, удерживающую её в Та Ло; без его ведома Венву манипулирует Обитатель Тьмы, который использовал голос Ли, чтобы обмануть Венву и заставить его разрушить печать своими десятью кольцами. Возрождённый Великой Защитницей, драконом-хранителем Та Ло, Шан-Чи использует свои новообретённые силы, чтобы разоружить Венву; однако печать достаточно ослаблена, чтобы Обитатель мог сбежать. Понимая, что его жена на самом деле мертва, Венву жертвует собой, чтобы спасти Шан-Чи от Обитателя; размышляя о своих испорченных отношениях с Шан-Чи после смерти Ли, раскаивающийся Венву завещает свои десять колец своему сыну, который использует их и боевой стиль Та Ло, чтобы уничтожить Обитателя. Когда выжившие жители деревни и члены «Десяти колец» чествуют павших, Шан-Чи зажигает бумажный фонарь в память о своём отце.
После смерти Венву Сялинь возглавляет «Десять колец», которые она реорганизует, включив в них также женщин-бойцов.

## Альтернативные версии

### Встреча с Хелой
В альтернативной временной линии примерно в ~1000 году нашей эры Сюй Венву находит корону богини смерти Хелы, после чего появляется сама Хела и заявляет, что это её корона. Венву предлагает ей взять её, однако у неё не выходит и «Десять колец» берут её в плен. В своей крепости Венву предлагает Хеле вместе завоевать мир, однако Хела нападает на него и безуспешно пытается забрать кольца, после чего уходит.
Через некоторое время на «Десять колец» нападают воины Асгарда во главе с Одином, прибывшим сюда за десятью кольцами Венву. К битве присоединяется Хела и доказав Одину, что она достойна, вместе с Венву побеждает Одина, ставя свой целью искоренение зла. Спустя некоторое время, Хела вместе с Венву и армией «Десяти колец» атакуют войско безумного титана Таноса, вторгающееся на Зехоберию.

## Реакция
Энджи Хан из «The Hollywood Reporter» похвалила искренность Тони Люна в изображении Венву в «Шан-Чи и легенде десяти колец», назвав его «суперзлодеем с душой». Ник Аллен из RogerEbert.com также считал Люна «самым блестящим» актёром фильма и наслаждался различными эпизодами боёв с его участием, поскольку Дестин Дэниел Креттон менял высоту, свет, отражения и постановку для каждого из них. Лаура Сирикул из «Empire» высоко оценила хореографию Люна в фильме. Джейк Коул из «Slant Magazine» похвалил Люна за то, что он «легко передаёт спокойную злобу, с которой Венву утверждает свою абсолютную власть, а также боль, которую мужчина испытывает из-за потери своей жены», хотя описал воспоминания с участием персонажа «избыточными» с «эмоциональной плоскостью», которая приводила фильм «до ползания» каждый раз, когда они использовались.

### Награды и номинации
Награды и номинации, полученные Люном за его исполнение роли Венву, включают:
| Год  | Награда                            | Категория                            | Работа                          | Результат | Прим.  |
| ---- | ---------------------------------- | ------------------------------------ | ------------------------------- | --------- | ------ |
| 2021 | Премия Ассоциации кинокритиков Юты | Премия Вайс/Мартин                   | «Шан-Чи и легенда десяти колец» | Победа    | [ 37 ] |
| 2022 | Общество кинокритиков Сиэтла       | Злодей года                          | «Шан-Чи и легенда десяти колец» | Номинация | [ 38 ] |
| 2022 | Золотой список                     | Лучший актёр второго плана           | «Шан-Чи и легенда десяти колец» | Победа    | [ 39 ] |
| 2022 | Critics' Choice Super Awards       | Лучший актёр в супергеройском фильме | «Шан-Чи и легенда десяти колец» | Номинация | [ 40 ] |
| 2022 | Critics' Choice Super Awards       | Лучший злодей в фильме               | «Шан-Чи и легенда десяти колец» | Номинация | [ 40 ] |

## В других медиа

### Видеоигры
- Венву дебютировал в видеоигре «Marvel: Future Fight».[41][42]
- Венву является игровым персонажем в «Marvel Super War».[43]